# Jan Henrik Swahn
Jan Henrik Christer Swahn (ur. 1 sierpnia 1959) – szwedzki pisarz oraz tłumacz z języka duńskiego, francuskiego, polskiego i greckiego. Wydał 11 powieści, w latach 1997-1999 był redaktorem czasopisma Bonniers Litterära Magasin. Jest synem pisarza i tłumacza Svena Christera Swahna.

## Publikacje
- Jag kan stoppa ett hav (Bonnier, 1986)
- Den förbannade glädjen (Bonnier, 1987)
  - Grecki przekład: Hē kataramenē chara: mythistorēma (2002)
  - Hebrajski przekład: Simḥah arurah (2009)
- Kärlek och äventyr (Bonnier, 1991)
  - Rosyjski przekład: Ljubovʹ i priključenija (1993)
- Husets alla färger (Bonnier, 1993)
- Pengarna (Bonnier, 1996), za którą w 1997 roku otrzymał nagrodę „TCO:s litteraturpris”
- Tiggare (opowiadania, Bonnier, 1999)
- Vandrarna (Bonnier, 2001)
  - Grecki przekład: Hoi periplanōmenoi (2006)
- Lingonkungen (Bonnier, 2003)
- Drakkvinnan (Bonnier, 2005)
- Manolis mopeder (Bonnier, 2008)
  - Grecki przekład: Ta Michanakia tou Manoli (2013)
- Mitt liv som roman (Bonnier, 2011)
- De lyckligt lottade: Minnesotamodellen: vårdprogrammet som förändrade Sverige (drugim autorem był Bjarne Selin, Ekerlid, 2014)

## Przekłady
- Hervé Guibert(inne języki): Blinda (Des aveugles) (Legenda, 1989)
- Bernard-Henri Lévy: Charles Baudelaires sista dagar (Les derniers jours de Charles Baudelaire) (Legenda, 1990)
- Per Højholt: Salamandern och andra återvändsgränder (Legenda, 1990)
- Michał Haykowski(inne języki): Henryk Bukowski: namnet lever kvar (Henryk Bukowski – imię żyje nadal) (Bromberg, 1990)
- Maria Lainá(inne języki): En snabb kyss (Ena klephto phili) (Ariel, 1999)
- Olga Tokarczuk: Daghus, natthus (Dom dzienny, dom nocny) (Ariel skrifter, 2005)
- Pia Tafdrup: Ge sig hän (Hengivelsen) (Wahlström & Widstrand, 2006)
- Joumana Haddad(inne języki): Lilits återkomst (Aawdat Lilit) (Tranan, 2010)
- Olga Ravn(inne języki): Jag äter mig själv som ljung: flicksinne (Jeg æder mig selv som lyng) (10TAL, 2013)
- Olga Tokarczuk, Księgi Jakubowe (2016)